# Sauer & Sohn
A J. P. Sauer i Sohn GmbH ( Sauer & Sohn ) és un fabricant d' armes de foc i maquinària i és el fabricant d' armes de foc més antic encara actiu a Alemanya. Els productes d'aquesta empresa es coneixen generalment com "Sauer".

## J. P. Sauer und Sohn

### Història
La primera empresa Sauer va ser fundada l'any 1751 per Lorenz Sauer a Suhl, Turíngia, Alemanya, aquesta localitat era coneguda com a Waffenstadt Suhl en el passat pels seus nombrosos fabricants d'armes. A J. P. Sauer i Sohn és el fabricant d'armes registrat més antic d'Alemanya. En 1815, Johann-Gottlob Sauer va començar a dirigir l'empresa; El 1835 Johann Paul Sauer va esdevenir gerent. L'any 1840, Johann Paul i el seu fill Lorenz Sauer van crear el nou nom i marca comercial de JP. Sauer i Sohn.

### Cronologia[4][3][5]

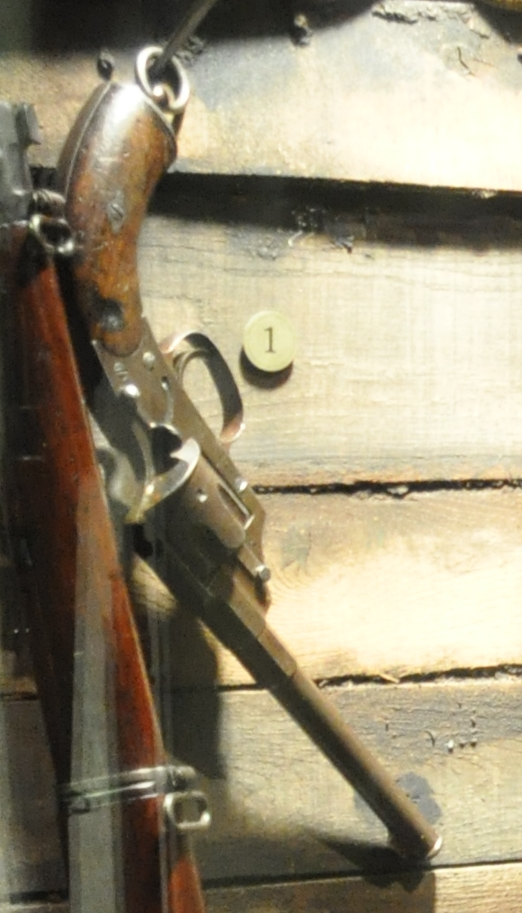
Reichsrevolver M1879 d'acció única, Museu Nacional d'Armes de Foc.

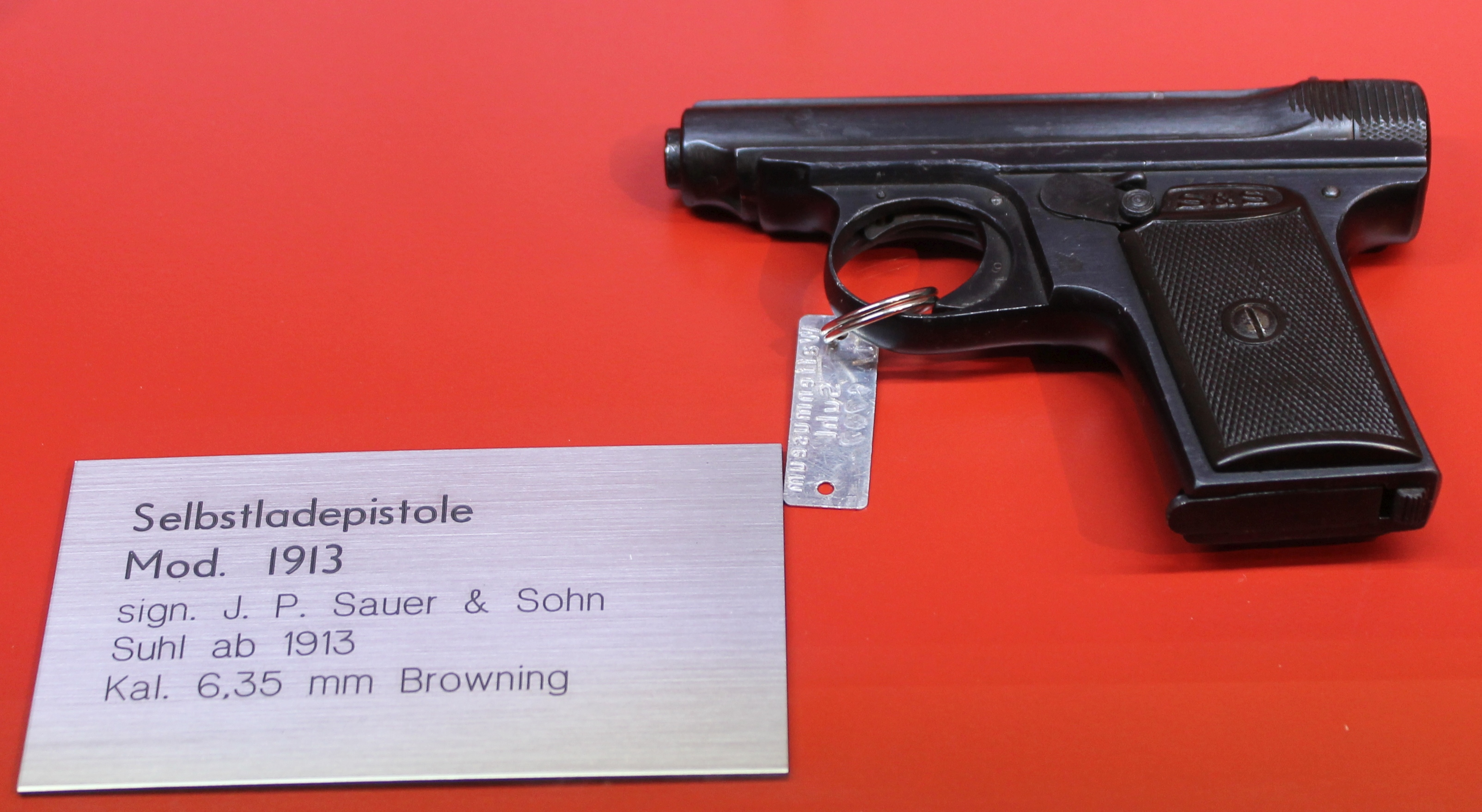
La pistola semiautomàtica M.1913

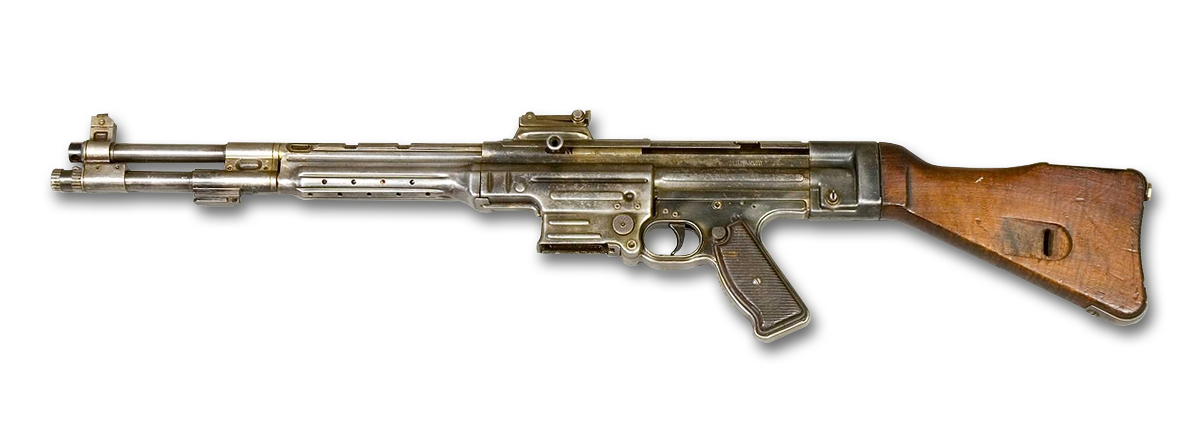
MKb 42H (Haenel), port de gas davanter

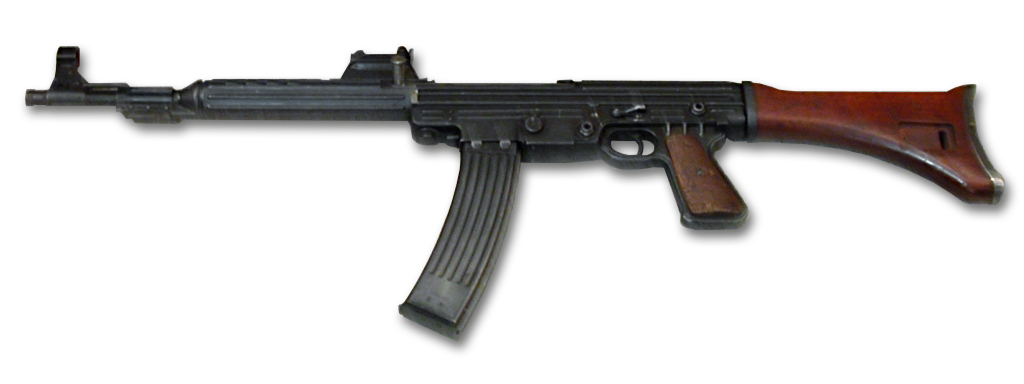
Rifle MKb 42W (Walther).

- 1751 — Companyia fundada per Lorenz Sauer, produint principalment armes militars durant molt de temps.
- 1774 - Lorenz va trobar soci, l'empresa ara és "Lorenz Sauer und JS Spangenberg. Coop".
- 1811 — Sauer es converteix en la primera empresa a subministrar armes de foc a un govern alemany (Saxònia).
- 1815 - Johann Gottlob Sauer assumeix la direcció.
- 1835 - Johann Paul Sauer assumeix la direcció i funda el seu propi taller el 1836.
- 1839 - Johann Paul s'associa amb Ferdinand Spangenberg, la companyia és "Spangenberg & Sauer".
- 1840 - Johann Paul Sauer i el seu fill Lorenz creen un nou nom i marca comercial J. P. Sauer & Sohn.
- 1844 - Els luxosos mosquetes de doble canó (primeres escopetes), les armes de caça es fan més importants ara.
- 1849 - Cooperativa amb Spangenberg i Heinrich Sturm, companyia ara "Spangenberg, Sauer u. Sturm, Suhl".
- 1873 - Johann Paul Sauer i els seus fills Rudolf i Franz van fundar l'empresa J. P. Sauer & Sohn.
- 1879 — L'empresa patenta el rifle de càrrega posterior.
- 1880 — L'empresa comença a fabricar rifles de caça a Berlín, ja que ara hi ha més demanda.
- 1881 - Les patents per a la innovadora "Drilling" ( pistola combinada ), van guanyar una medalla d'or a l'Exposició Mundial.
- 1882 — Primer catàleg de productes produït conegut, Rudolf i Franz Sauer propietaris de l'empresa.
- 1884 — S'obre la filial "Vereinigte Waffenfabriken H. Pieper , Lüttich und J. P. Sauer & Sohn, Suhl" a Berlín.
- 1891 — Extractor patentat per a pistoles plegables i patent per a una bala en expansió.
- 1893 - L'empresa fa la primera escopeta real, cooperativa amb "Krupp" per a acer per a canons de fusell especials.
- 1894 - Franz Sauer és ara l'únic propietari de l'empresa.
- 1898 - Presentació de la primera pistola semiautomàtica Sauer.
- 1902: l'empresa patenta una acció de llançament.
- 1909 — Patent per al disseny d'un sol disparador per a canons dobles.
- 1904 — Hans, el fill de Franz Sauer, esdevé soci de l'empresa.
- 1911 — El fill de Franz Sauer, Rolf-Dietrich, esdevé soci de l'empresa.
- 1915: l'empresa presenta el model 25 Drilling.
- 1922 - Model d'escopeta "Habicht" (Hawk), primera màquina d'escriure "Stolzenber-Fortuna" produïda.
- 1924 - Mor Franz Sauer.
- 1930 — S'introdueix el model 30 de perforació, també en "acer lleuger".
- 1931 — S'introdueix el model 31 "Bockbüchsflinte" o "Bockdoppelbüchse"/pistola cap.
- 1932 — Es crea la perforació Model 32, la filial a Berlín es tanca a causa de la Gran Depressió.
- 1933 — Model 33 "Bockflinte" (escopeta per sobre/sota), també com "Bockbüchse" i "Bockbüchsflinte".
- 1936 — Es van crear els models 36 i 37 'Kipplaufbüchsen', dispositius disparadors per a canons dobles, doble seguretat.
- 1938 — Dispositiu de seguretat per a pistoles de perforació per triar quin canó utilitzar.
- 1941 — Sauer torna a produir armes militars gairebé exclusivament fins al final de la guerra, per exemple, "Karabiner 98k".[6]
- 1941 - El "Drilling M30" ("Luftwaffedrilling") per a tripulacions d'avions, fet per Sauer & Sohn a Suhl.
- 1945 - Fàbrica presa pels soviètics, la producció es va reprendre com reparació de guerra, Hans Sauer capturat.
- 1948 — S'estableix el règim comunista a la RDA (Alemanya de l'Est), Rolf-Dietrich es trasllada a Alemanya Occidental.
- 1950 - Fortuna (ex Sauer), Ernst-Thälmann-Werk (ex Haenel), Merkel, Greifelt es van fusionar amb "MEWA Suhl".
- 1950 - Rolf-Dietrich Sauer ven els drets, de manera que s'està formant una nova empresa a BRD (Alemanya Occidental).
- 1951 — "J. P. Sauer & Sohn" de nova creació a BRD, primer a Düsseldorf, un any més tard Eckernförde.
- 1953 - A Alemanya de l'Est, VEB Ernst Thälmann Works encara utilitza la marca "Sauer" als seus productes.
- 1966 — A Alemanya Occidental, "Sauer & Sohn GmbH" adquirida per Kompressorenfabrik Wilhelm Poppe , Kiel.
- 1970 — Les empreses d'Alemanya de l'Est s'integren a "VEB Ernst Thälmann" (cesa l'ús del nom del producte "Sauer").
- 1972 - Mor Rolf-Dietrich Sauer.
- 1976 - Sauer & Sohn Maschinenbau (ex "Poppe") ven "Armes de caça Sauer & Sohn", part de "SIG".
- 2000 — El holding "SIG" ven el nom i el negoci d'armes "SIG Sauer" al holding Lüke & Ortmeier Gruppe.